# Al Jardine
Alan "Al" Jardine (Lima, Ohio, 3 de septiembre de 1942) es un músico estadounidense. Conocido sobre todo por haber sido miembro fundador del grupo The Beach Boys, destacó por cantar y componer varias canciones del grupo y tocar la guitarra. Entró en el Salón de la Fama del Rock en 1988.

## Biografía
Alan Jardine nació el 3 de septiembre de 1942 en Lima, Ohio. Durante su infancia se mudó a Hawthorne, California con su familia. La relación de Al con la música comenzó cuando formó su primera banda, llamada "The Islanders". Tocaban música folk, estilo que Al siempre ha apreciado. En este grupo Al tocaba guitarra y cantaba covers de los "Del Vikings", y los "Kingston Trio", entre otros. 

### Su amistad con Brian Wilson y la creación del grupo
En 1957 conoció a Brian Wilson, cuando jugaban football americano en el equipo de la preparatoria "Hawthorne High". Fue en dicha época cuando Al escuchó por primera vez a Brian cantar junto con Carl, hermano de Brian y primo de Mike Love. En los siguientes años, Al le decía a Brian que podrían cantar juntos, y lo intentaron junto con otros compañeros de la escuela de "El Camino Junior College", pero no funcionó. Brian entonces sugirió que cantaran de nuevo pero esta vez al lado de Carl y Mike, y así nacieron los Beach Boys (aunque antes se especuló que el grupo se iba a llamar "Carl and the Passions"), y su primer sencillo fue distribuido con el nombre de The Pendlentones.
La madre de Al apoyó económicamente al grupo al inicio, ayudándoles a financiar los instrumentos para que pudieran grabar su primer sencillo "Surfin'" en 1961, en el que Al tocó el contrabajo acústico, este sencillo alcanzó el lugar número 75 en el Billboard nacional. Cuando Al vio que las ganancias de derechos autoriales eran menores al gasto por los instrumentos, $1000, decidió salir del grupo para irse a estudiar odontología en una Universidad en centro de Estados Unidos. En su lugar entró David Marks. Pero en 1963 Al estaba de vuelta con el grupo.
Durante cierto tiempo Brian no salió de gira, quedándose en casa (esto sucedió antes del famoso colapso nervioso que Brian sufrió en 1964), entonces, Al y David Marks llegaron a tocar juntos en el grupo, con Al tocando el bajo en las giras, y ambos participaron en las grabaciones del álbum Surfer Girl en 1963. Poco tiempo después David salió definitivamente del grupo y Al volvió a tocar la guitarra.
Al continuó haciendo giras y grabaciones con el grupo, tocando guitarra base y algunas veces el bajo, y participando en los vocales. Junto con Carl hacía las voces medias, las que son consideradas como las más difíciles de lograr en las armonías. En 1964, Al grabó su primer vocal como solista en "Christmas Day" de Christmas Album, pero su primera grabación importante como solista fue "Help me Rhonda" del álbum Today! de 1965, convirtiéndose en el número uno del Billboard. A muchos les sorprendió agradablemente notar la influencia Rock and Roll de Al, y a partir de ese momento la importancia de Al dentro del grupo se hizo más evidente. Y más aún cuando Brian decidió dejar de hacer giras en 1964, a partir de ese momento Al asumió en las giras la mayoría de los vocales de Brian, y en ocasiones todos los vocales principales. La selección no pudo haber sido más acertada, ya que Al tiene una voz muy parecida a la de Brian, ya sea al hablar como podemos ver en "Cassius Love vs. Sonny Wilson", del álbum Shut Down Volume 2 o cantando como en la versión de "Wouldn't It Be Nice" de Live in London. En 1965 Al tuvo la idea de regrabar "Sloop John B", una canción originalmente folk, pero a la que Al le modificó la estructura de los acordes y agregando otros mostrándole el resultado final a Brian durante las grabaciones de "Let Him Run Wild". 
Días después, Al fue llamado al estudio para oír la grabación de estudio que Brian había hecho con los músicos de estudio que tocaban en los discos de The Beach Boys (entre 1964 y 1967). Ese mismo día, el grupo grabó los vocales y Al no se sintió satisfecho, en parte porque no había sido él el vocalista principal, sintiendo que su voz era más folk. La canción fue lanzada en sencillo y se tornó un clásico del grupo. 
Desde que Al regresó al grupo a mediados de 1963, su estatus de Beach Boy oficial todavía no existía, a pesar de aparecer en los shows y portadas de los discos como miembro del grupo. Legalmente, esto solo aconteció en 1967, luego que el grupo decidió fundar el sello Brother Records, siendo Al invitado a formar parte legalmente, convirtiéndose en un Beach Boy por contrato.

### Finales de los 1960
En 1967, Al comenzó a contribuir con composiciones, siendo la primera "How she boogaloed it" del álbum Wild Honey que compusó junto con Carl, Mike y Bruce. Durante ese mismo año, contribuyó con la composición de "Italia" para un disco de Murry Wilson, padre de los hermanos Brian, Dennis y Carl e empresario del grupo en sus inicios. En el siguiente álbum Friends colaboró en las canciones "Wake the World" con Brian, "Friends", "Be here in the Morning" y "When a Man need a Woman" (todas estas en colaboración con miembros del grupo). Con el tiempo Al fue convirtiéndose en un compositor respetable e importante dentro de los Beach Boys.
Para el siguiente álbum del grupo "20/20" Al sugirió regrabar la tradicional "Cotton Fields", con el mismo estilo de "Sloop John B", o sea, dándole a la canción el estilo típico del grupo. Coprodujo con Brian una primera versión de la canción, que fue incluida en ese álbum, pero no se sintió satisfecho con el resultado, y en 1970 la regrabó pero esta vez produciéndola el mismo, esta canción alcanzó el primer lugar en muchos países.

### Década de 1970
Al continuó haciendo giras, grabando discos, componiendo y produciendo. El álbum Carl and the Passions - "So Tough" de 1972, llegó a su auge autorial con dos excelentes contribuciones para The Beach Boys; "He Come Down" y "All This is That" (ambas en colaboración con Mike y Carl, y coproducidas con Carl). Esta última, muestra su crecimiento y evolución como compositor, adaptando un poema de Robert Frost "The Road not Taken"

### Holanda y álbum
Aún en 1972, y conjuntamente con los otros integrantes del grupo, se muda a Holanda, donde conciben la mayor parte del álbum Holland. Para ese álbum, Al ayuda a Mike Love a concebir la ambiciosa "California Saga: California" dividida en 3 canciones. Para esa trilogía, Al compuso en colaboración con Mike Love "The Beaks of Eagles", y solo "California".

### Finales de los 70
Siguió participando activamente con los Beach Boys, y en el álbum 15 Big Ones lanza su "Susie Cincinatti" luego de varias tentativas de lanzarla como lado B de sencillos. En 1977 coprodujo con Ron Altbach el MIU Album, que fue lanzado en el 1978, y contiene varias composiciones de Al. En este álbum Al fue responsable por las regrabaciones de "Come go With me" y "Peggy Sue", la primera tuvo cierto éxito. Ese mismo año, colaboró con Brian y Mike en la banda sonora de la película "Almost Summer", coescribiendo la canción tema de la película. Al año siguiente, Mike y Al compusieron "Skatetown USA" y "California Beach" para otra película, pero esta vez no fueron lanzadas.
En 1979, Al Jardine contribuyó con "Lady Lynda" para L.A. (Light Album), utilizando una composición clásica de Johann Sebastian Bach, en esta canción al hizo un tributo a su esposa Lynda, con quien estaba casado desde 1964, cabe mencionar que esa canción tiene una producción sofisticada, con cuerdas e instrumentos clásicos, combinados con elementos pop, lo que ayudó al éxito del sencillo en Inglaterra, donde llegó al sexto lugar en las listas. después de su divorcio en 1983, los Beach Boys la interpretaron como "Little Lady".

## La década de 1980
En 1979 compone con Mike el sencillo "It's a beautiful Day!", que no tuvo éxito. Por esas fechas también Al tiene su estudio en su propia casa el "Red Barn Studio", que sería usado por los Beach Boys durante la grabación del álbum Keepin' the Summer Alive de 1980, con una contribución de Al llamada "Santa Ana Winds", esta canción sería parte de una trilogía con canciones sobre California, junto con "Monterey" y "Song of the Whale" que no fueron lanzadas. 
Siguió con The Beach Boys pero ahora solamente haciendo giras, e partir de la gira de Keepin' the Summer Alive, en entrevistas Al exteriorizó su miedo de que el grupo se convirtiera en una rockola itinerante (sus temores se confirmaron en 1981) cuando se agregaron canciones oldies dejando de lado las más nuevas). Sin embargo permaneció dentro de The Beach Boys, resistiendo el hecho de nunca haber usado drogas y ser abstemio, lo que debió haber sido difícil, aún más porque Brian, Dennis y Carl, tenían ese tipo de problemas. después se lanzaron los discos THE BEACH BOYS de 1985, Still Cruisin' de 1989, donde consta una contribución con el grupo, con la canción "Island Girl".

## Los 1990
En 1992 se lanzó Summer in Paradise Al compusó el tema "Summer in Paradise" donde intervino en el último momento debido a problemas con Mike Love. Ya en 1998, con la muerte de Carl Wilson, Al decidió salir de The Beach Boys. Esta, al menos es la versión de Mike Love y Bruce Johnston, sin embargo Al dijo que no fue invitado para hacer el show del Superbowl de ese año, y por eso decidió no regresar al grupo. Aunque la causa bien pudo haber sido una problema entre Al y Mike durante 1997, cuando Mike se rehusó a salir de gira con Carl, quien estaba enfermo de cáncer y moriría al poco tiempo, esta actitud de Mike dejó furioso a Al.

## Actualidad
Al año siguiente, Al decidió formar su propio grupo llamado "Beach Boys Family & Friends" con sus hijos Adam y Matt Jardine, las hijas mayores de Brian Wilson, Carnie y Wendy, y algunos músicos que acompañaban a The Beach Boys en sus giras, como Ed Carter, Bobby Figueroa, etc. Cabe mencionar que Al y Brian continúan siendo muy unidos. 
Por causa del nombre utilizado por Al para su grupo, fue demandado por Mike Love, para que dejara de usar el nombre Beach Boys, pues Love obtuvo el derecho de usar el nombre. Según el juicio, los contratantes se confundían con los dos grupos, el de Al y el de Mike y a veces contrataban al de Al Jardine por error. Así el tribunal decidió que Mike usara el nombre "Beach Boys", y Al cambió el nombre de su grupo para "Al Jardine Family & Friends".
Al ha seguido presentándose con su grupo y en 2003, lanzó el sencillo "PT Cruiser" y el disco en vivo de "Live in las Vegas" con un repertorio muy interesante en el que mezcla éxitos de The Beach Boys con músicas no tan conocidas, como "Wild Honey" y "Girl Don't Tell Me", e incluye también una canción inédita "California Energy Blues".
Fue el primero en hablar de una posible reunión para celebrar los 50 años de existencia del conjunto —él, Love, Brian Wilson y Bruce Johnston, y posiblemente el guitarrista David Marks—, fue en una entrevista por la revista Rolling Stone, en junio de 2010. A sí mismo, en febrero de 2011 fue el primero en hablar del histórico lanzamiento The SMiLE Sessions, álbum con las sesiones in-acabadas de SMiLE de 1967.

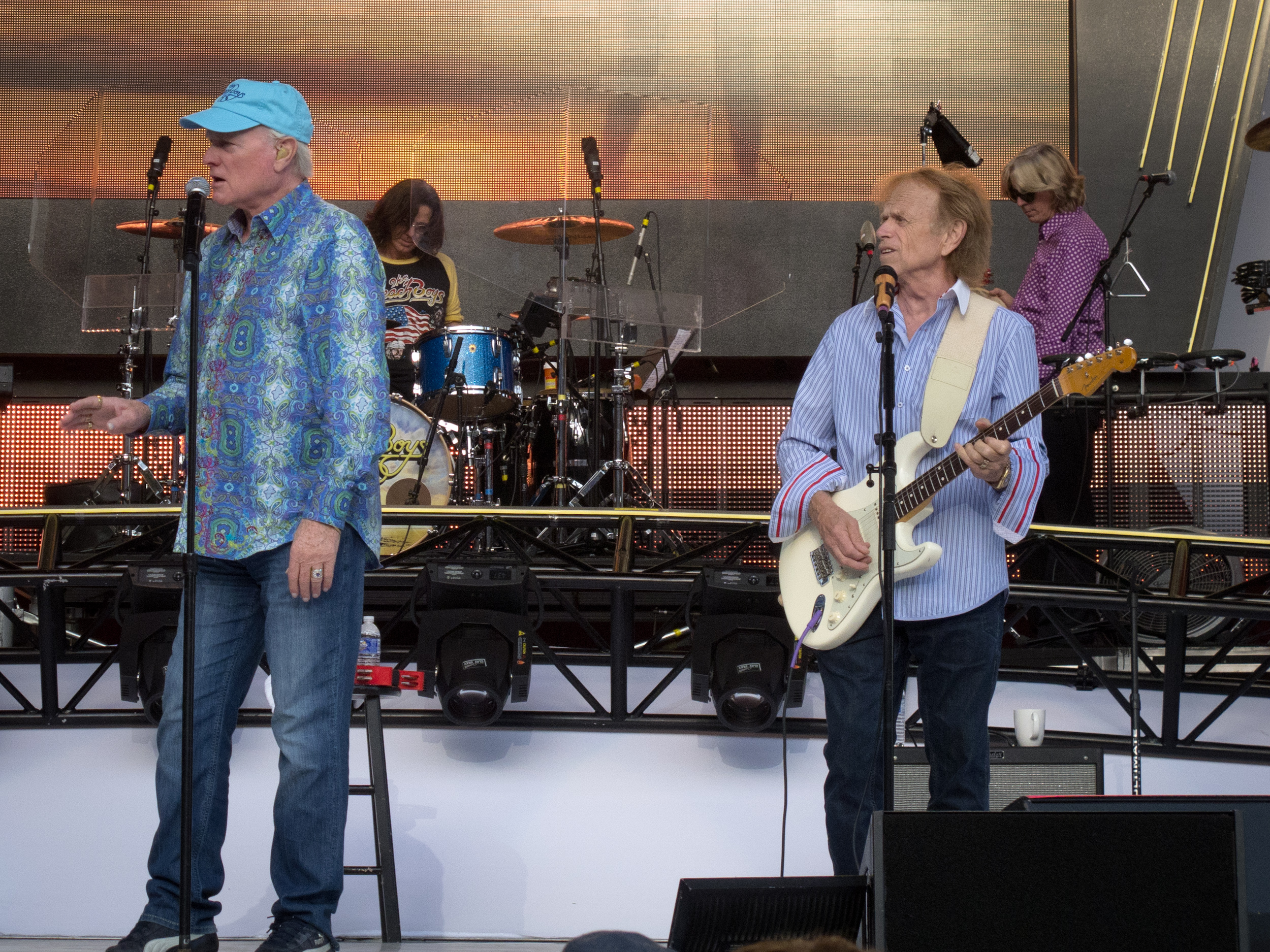
Mike Love y Al Jardine tocando el 29 de mayo de 2012.

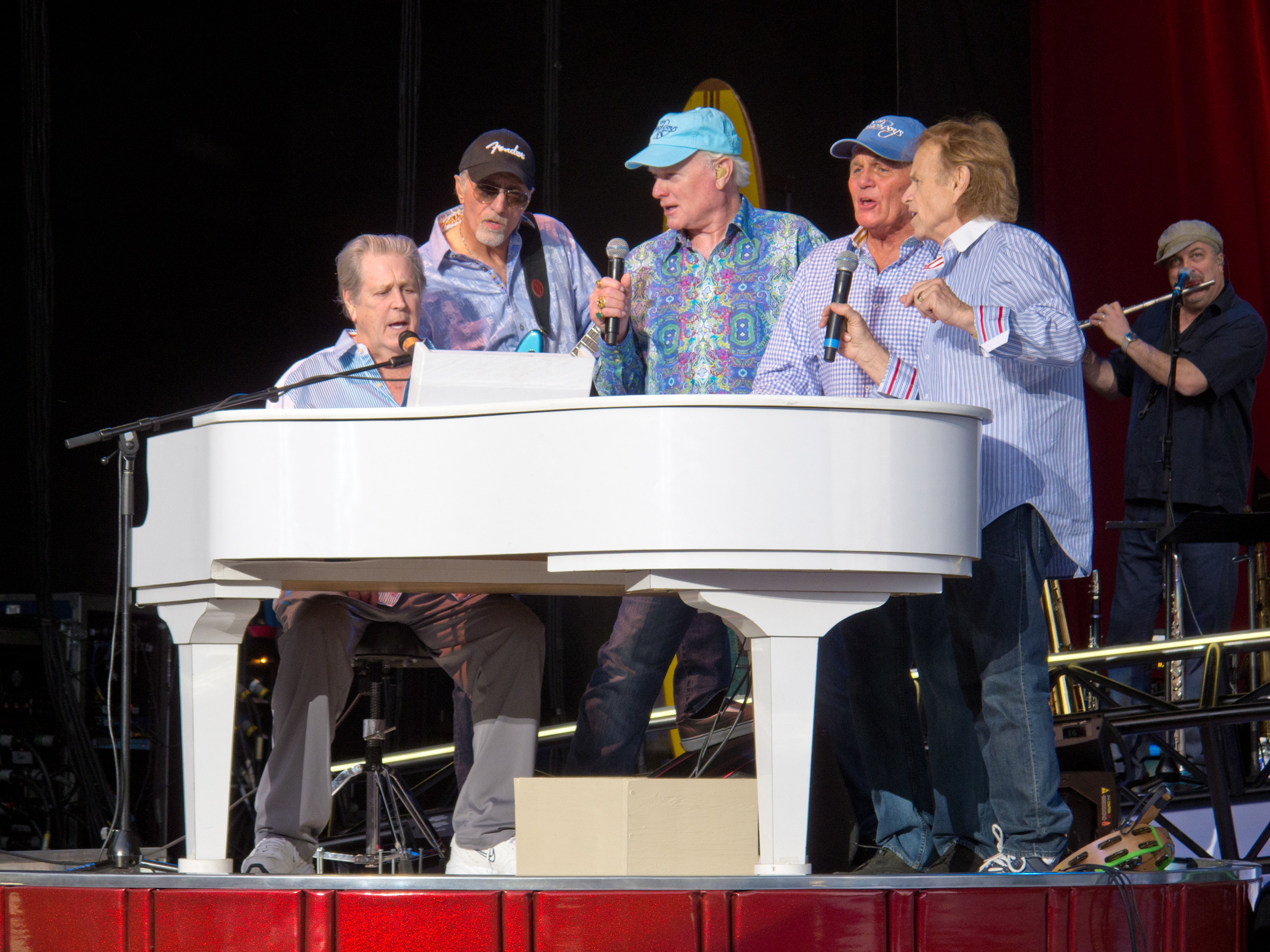
Todos los Beach Boys juntos cantando: Brian Wilson, David Marks, Mike Love, Bruce Johnston y Al Jardine.

El 19 de abril de 2011 The Beach Boys publicaron un sencillo con la canción «Don't Fight the Sea», del álbum A Postcard from California, precisamente de Al Jardine, y con una versión a capela de «Friends» completando su lado B. El primero de los temas fue regrabado con todos los miembros de la banda, incluyendo también a Brian Wilson y al difunto Carl Wilson, cuya voz fue añadida digitalmente procedente de viejos archivos. La primera tanda de 1000 copias fue publicada en un sencillo blanco con la etiqueta roja, parecido a la bandera de Japón, debido a que el 100% de las ganancias estaban destinadas a la Cruz Roja para las víctimas del terremoto producido en marzo en Japón. Unos noventa discos fueron autografiados por los miembros del grupo para ser después subastados.

"Los Beach Boys han sido inducidos recientemente en el California Hall of Fame. Desde nuestros humildes inicios como hermanos, primos y amigos, hemos tenido el honor de cantar sobre California, y estoy de verdad entusiasmado de que nuestros fans puedan vernos otra vez en concierto por escenarios de todo el mundo, y celebrar nuestro 50º aniversario juntos con un nuevo disco en estudio".
Al Jardine.

Luego de varios rumores que circularon alrededor de un año, The Beach Boys se reagruparon para celebrar sus 50 años en diciembre de 2011, además de la grabación de un disco y una gira mundial, un año y medio después de las declaraciones de Al Jardine en junio de 2010.
El disco incluiría una grabación de "Do It Again".
Ya con The Beach Boys, publicó el primer sencillo del nuevo álbum el 25 de abril, cuyo título era «That's Why God Made the Radio». Si bien en un principio se descartó que el nombre del nuevo álbum fuera el mismo que el del sencillo, pocos días después se confirmó que el nuevo álbum iba a llevar el mismo título, That's Why God Made the Radio. El nuevo álbum de estudio obtuvo una excelente recepción en Estados Unidos, donde alcanzó el puesto número 3 en el Billboard 200, su mejor puesto en esa lista desde 1965. Mientras, en el Reino Unido logró trepar hasta al puesto número 15.

## Guitarras usadas
- Fender Stratocaster (blanca, desde los años 1960 hasta la actualidad)
- Gibson Les Paul (años 1970)
- Fender Telecaster (años 1960)

## Discografía solista
- A Postcard from California (2010)